# Stretto di Bismarck
Lo stretto di Bismarck (in tedesco Bismarck-Straße) è un passaggio marino dell'Antartico a nord delle Terra Graham tra le isole Biscoe e isola Anvers è l'isola più grande dell'arcipelago di Palmer. Lo stretto di Bismarck fu scoperto durante le esplorazioni tra il 1873-1874 del capitano Eduard Dallmann con la nave a vapore "Groenlandia". Lo stretto venne dedicato al cancelliere e fondatore dell'Impero tedesco, Otto von Bismarck.